# نهر مانادو

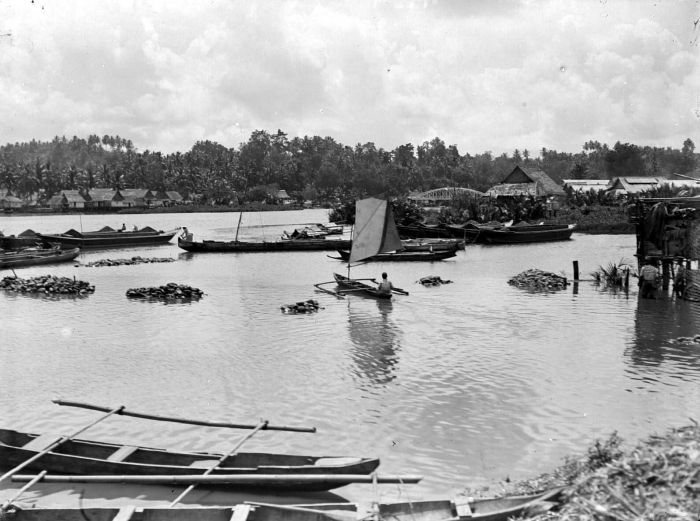
نهر مانادو

نهر مانادو هو نهر في سولاوسي الشمالية، إندونيسيا. وتشمل الروافد نهر ساوانجان، نهر تمبوكار و نهر رانويابو.